# Asan Jaliev
Asan Salidzharovich Jaliev (en ruso: Асан Салиджарович Халиев; Eupatoria, 15 de enero de 1915 – 1 de septiembre de 1997) fue un francotirador soviético que combatió en las filas de la Armada Soviética durante la Segunda Guerra Mundial, en el transcurso de dicho conflicto mató personalmente al menos a 242 soldados y oficiales enemigos. Fue nominado para el título de Héroe de la Unión Soviética, pero en su lugar recibió la Orden de la Bandera Roja.

## Biografía
Jaliev nació el 15 de enero de 1915 en el seno de una familia tártara de Crimea en la localidad de Eupatoria, en Crimea. Fue reclutado en el Ejército Rojo en 1941 por la oficina de registro y alistamiento militar de la ciudad de Evpatoria de la RASS de Crimea.
Fue enviado al frente poco después del inicio de la invasión alemana de la Unión Soviética como soldado de la 83.ª Brigada de Fusileros de la Infantería de Marina. Participó en la defensa de Sebastopol, donde abrió su cuenta de francotirador. Posteriormente participó en las batallas por el Cáucaso, combatiendo en las zonas cercanas a Ereván, Shapsúgskaya y en la cota 614,4 en la aldea de Sadovoye, donde alcanzó las 210 bajas enemigas como francotirador. Posteriormente, logró otras 32 bajas nazis durante la batalla por la ciudad de Novorosíisk, elevando su total a 242. Durante la batalla de Malaya Zemlya, lideró a su pelotón en el ataque contra un grupo de ametralladoras alemanas que se habían infiltrado tras las líneas soviéticas después de que su comandante de pelotón no pudiera detener el ataque; resultó herido en esa batalla.
También ayudó a otros soldados a aprender su técnica de francotirador, entrenando a otros quince francotiradores. Una foto de él posando con su rifle de francotirador tomada durante la Batalla de Kubán fue publicada en el Fotoperiódico de la Armada Soviética en el número 9 de 1943.
Sus superiores concluyeron que era merecedor del título de Héroe de la Unión Soviética y lo nominaron para el título el 26 de junio de 1943. Firmaron la nominación primero su comandante, Alekséi Abramov, y luego el general Nikolái Shvarev. Posteriormente, apoyaron y firmaron la nominación los generales Konstantín Leselidze y Semión Kolonin. Sin embargo, los generales Iván Petrov y Yevgeni Fominykh no la firmaron. Debido a que no todos los generales firmaron la solicitud está no se envió al Presídium del Sóviet Supremo de la URSS —único órgano facultado para otorgar el título de Héroe de la Unión Soviética— y se envió al Frente del Cáucaso Norte, que le otorgó la Orden de la Bandera Roja.
Se desconoce su recuento final de enemigos abatidos. Ya que debido a la gravedad de la herida que sufrió el 24 de abril de 1943, tuvo que ser hospitalizado durante un largo periodo de tiempo lejos del frente y finalmente fue desmovilizado en diciembre de 1944. Murió el 1 de septiembre de 1997.

## Condecoraciones
|  | Orden de la Bandera Roja (10 de julio de 1943)                                                      |
|  | Orden de la Guerra Patria de 1.er grado (1985)                                                      |
|  | Orden de la Estrella Roja (30 de marzo de 1943)                                                     |
|  | Medalla por la Defensa del Cáucaso (11 de junio de 1946)                                            |
|  | Medalla por la Defensa de Sebastopol (25 de julio de 1943)                                          |
|  | Medalla por la Defensa de Odesa (25 de agosto de 1943)                                              |
|  | Medalla por la Victoria sobre Alemania en la Gran Guerra Patria 1941-1945 (2 de septiembre de 1945) |